# Минское суворовское военное училище
Минское суворовское военное училище, МСВУ (бел. Мінскае сувораўскае ваеннае вучылішча, МСВВ) — государственное учебное заведение общего среднего образования, которое готовит учащихся к получению военных и иных специальностей. Является единственным в Республике Беларусь учреждением образования данного типа.

## История
По многочисленным просьбам военнослужащих, бывших партизан, трудящихся Совет министров БССР, командование Белорусского военного округа в 1951 году направили ходатайство в Совет Министров СССР о необходимости создания в Минске суворовского военного училища.
В соответствии с постановлением Совета Министров СССР № 18461-р от 21 июля 1952 года училище было открыто в 1953 году. Первый набор учащихся был произведён одновременно в разные классы с целью воспитания детей воинов и партизан Великой Отечественной войны, а также детей-сирот, родители которых погибли на войне. Днём училища является 6 ноября, когда в 1953 году ему было вручено Красное знамя. Первый выпуск состоялся в 1956 году.
В основу воспитания учащихся, наряду с накопленным современным опытом, положены лучшие традиции кадетских корпусов, первый из которых на белорусской земле действовал в г. Несвиже с 1747 по 1770-е годы, а последующие — в Шклове, Гродно, Полоцке и Бресте.
В 2007/2008 учебном году на первый курс было принято 105 воспитанников. В 2009 году в связи с переходом на 11-летнюю систему образования состоялся выпуск сразу двух рот (курсов).
За 70 лет существования училища в нём прошли обучение около 12 тысяч выпускников, 80 из них стали генералами. Сейчас ежегодно по результатам экзаменов на первый курс принимаются до 80 человек.

## Обучение
Училище — учреждение общего среднего образования, функционирующее в составе 7 — 11 классов, в котором осуществляются обучение и воспитание на II и III ступенях общего среднего образования с изучением отдельных учебных предметов на повышенном уровне или организацией учебно-тренировочного процесса в целях подготовки спортивного резерва и (или) спортсменов высокого класса, направленные на подготовку несовершеннолетних граждан Республики Беларусь мужского пола к поступлению в учреждения образования, осуществляющие подготовку кадров по специальностям военного и спортивного профилей образования для Вооруженных сил, других войск и воинских формирований Республики Беларусь, а также кадров для органов внутренних дел, Следственного комитета, Государственного комитета судебных экспертиз, органов и подразделений по чрезвычайным ситуациям, и иные учреждения образования.
В училище реализуется программа общего среднего образования и программа воспитания, создает условия для проживания и питания учащихся. Обучающиеся суворовского военного училища бесплатно обеспечиваются питанием. Суворовское военное училище также может реализовывать образовательную программу дополнительного образования детей и молодежи, программу воспитания детей, нуждающихся в оздоровлени.
Обучение ведётся по программам средней общеобразовательной школы, особенное внимание уделяется иностранным языкам, военной и физической подготовке, этическому и эстетическому воспитанию. Срок обучения — 5 лет.

## Здания

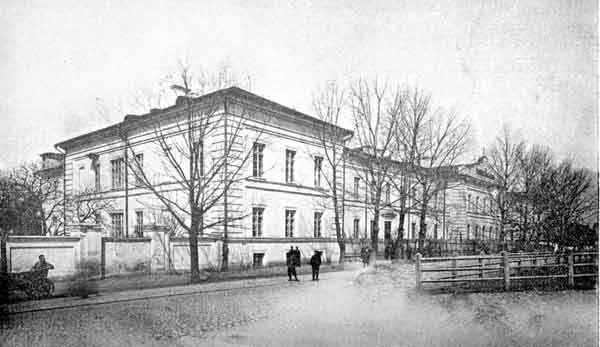
Фото до 1917 г.

Главный корпус училища имеет давнюю историю и входит в число историко-культурных ценностей Республики Беларусь. Здание начали строить в 1811 году по заказу Минского благотворительного общества, в стиле ампир, архитектор — М. И. Чаховский. Тут размещались костёл Пресвятой Девы Марии и больница, в которой несли службу монахини — сёстры милосердия. С 1840 года в здании располагалась Минская духовная семинария. Она была закрыта в 1918 году (в наше время возобновлена в аг. Жировичи).
С 1921 года в здании разместились Минские пехотные курсы, преобразованные в 1924 году в Объединённую белорусскую военную школу (ОБВШ). В 1937 г. ОБВШ была преобразована в Минское Краснознамённое военное пехотное училище имени М. И. Калинина, с марта 1941 — Минское Краснознамённое танковое училище им. М. И. Калинина. В июле 1941 года оно было эвакуировано в г. Ульяновск (РСФСР) и переименовано во 2-е Ульяновское Краснознамённое танковое училище им. М. И. Калинина, действовало до 1947 года.
В 1939—1941 годах в здании располагалась также редакция газеты «Красноармейская правда» (ныне — «Во славу Родины»).
В 1952—1955 годах здание было перестроено по проекту архитектора Г. В. Заборского. Были надстроены два этажа. Это целостная архитектурная композиция с выразительной центральной частью и двумя боковыми ризалитами. Скульптуры на здании (пехотинец, летчик, рабочий и колхозница) являются работой А. М. Заспицкого (совместно с В. Б. Поповым). Горизонтальная тяга делит здание на две части, нижняя обработана рустикой, верхняя — пилястрами и трёхчетвертными колоннами. Парадно оформлена центральная часть с главным входом, где выделяется декорированным рельефом фронтон, по углам которого поставлены скульптурные группы (скульптор В. Б. Попов), пилоны украшены белым орнаментом. При реконструкции были построены и два новых корпуса, также входящие в число историко-культурных ценностей.

## Руководители
- См. также: Начальники Минского суворовского военного училища
- 1953—1954 — генерал-майор Мальков, Дмитрий Кузьмич, Герой Советского Союза
- 1954—1956 — генерал-майор Крючков, Андрей Ильич
- 1956—1969 — генерал-майор Саенко, Пётр Родионович, Герой Советского Союза
- 1969—1982 — генерал-майор Рудской, Фёдор Андреевич, Герой Советского Союза
- 1982—1989 — генерал-лейтенант Зайцев, Лев Михайлович
- 1989—2002 — генерал-майор Степанов, Виталий Павлович
- 2002—2005 — генерал-майор Багдасаров, Сергей Владимирович
- 2005—2010 — генерал-майор Скобелев, Николай Витальевич
- 2010 — 6 декабря 2016[5] — полковник, генерал-майор (c февраля 2012 г.) Лисовский, Виктор Александрович.
- 6 декабря 2016[6] — 11 марта 2021 — генерал-майор Науменко, Александр Викторович[7]
- 20 мая 2021[8] — 28 июля 2023[9] — генерал-майор Горбатенко, Андрей Михайлович
- С 28 июля 2023[10] — полковник Кучук, Дмитрий Владимирович

## Известные выпускники
- См. также: Выпускники Минского суворовского военного училища
- Чаус Пётр Григорьевич — первый министр обороны Республики Беларусь (1991—1992), генерал-полковник.
- Мальцев Леонид Семёнович — министр обороны Республики Беларусь (2001—2009), генерал-полковник.
- Равков Андрей Алексеевич — министр обороны Республики Беларусь (2014—2020), генерал-лейтенант.

## Галерея

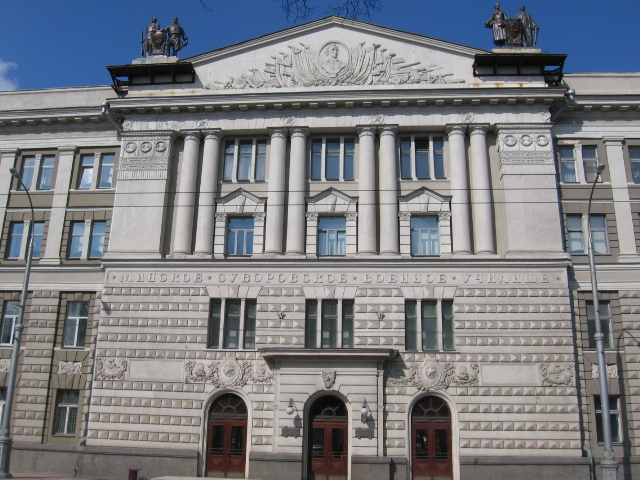
Главный фасад училища
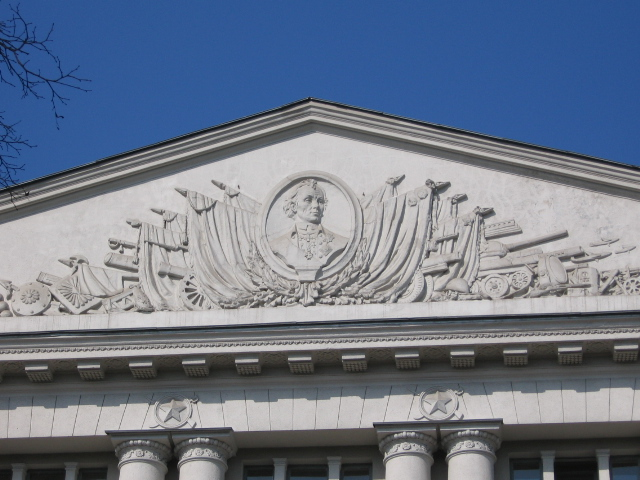
Фронтон главного фасада
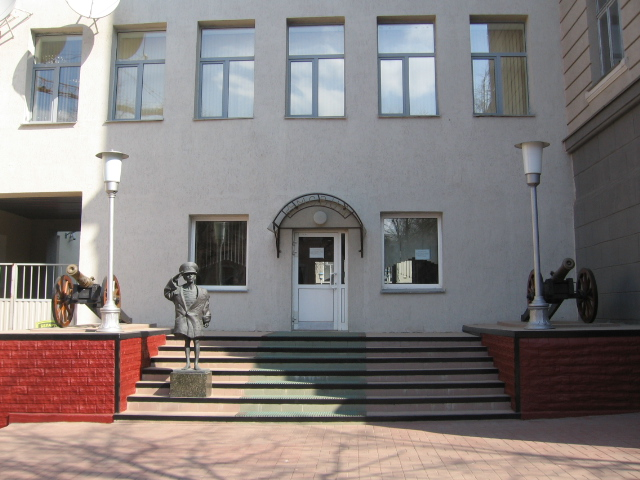
Контрольно-пропускной пункт
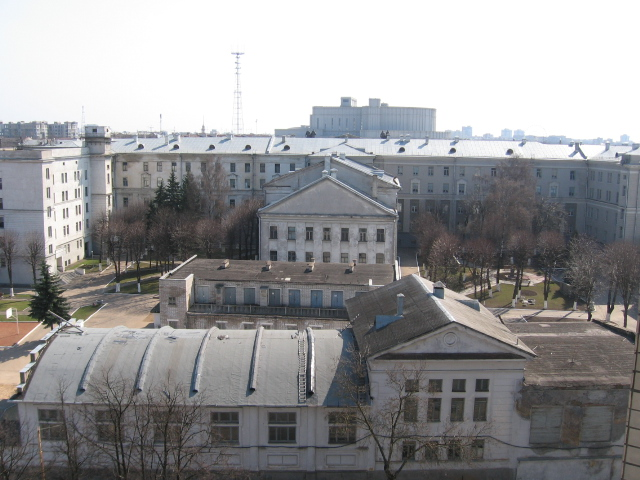
Вид на двор училища с высоты 11 этажа
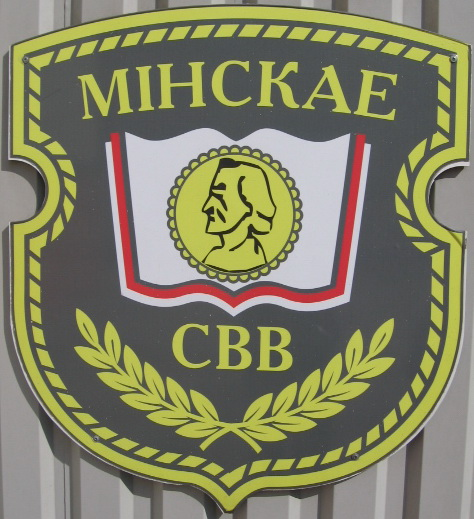
Отличительный знак (шеврон)
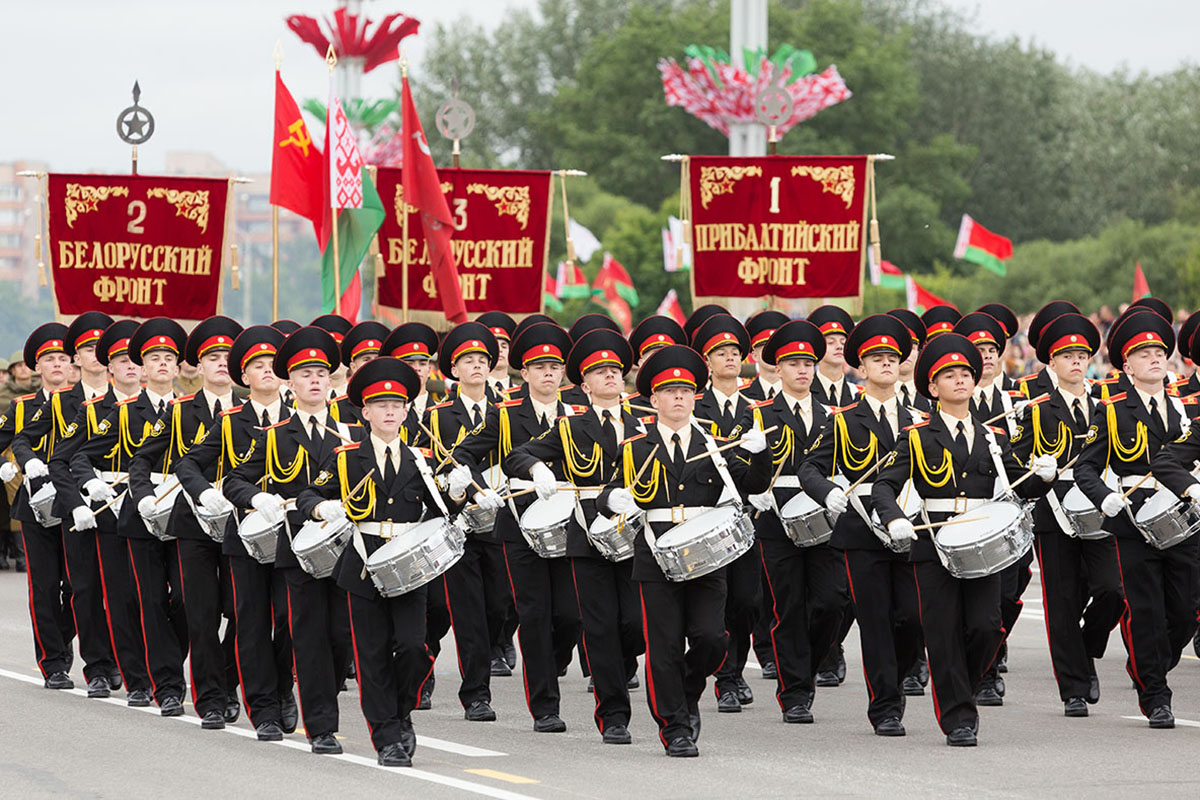
На параде